# Trương Trung Dương
Trương Trung Dương (tiếng Trung giản thể: 张忠阳, bính âm Hán ngữ: Zhāng Zhōngyáng, sinh tháng 10 năm 1970, người Hán) là doanh nhân, chính trị gia nước Cộng hòa Nhân dân Trung Hoa. Ông là Ủy viên dự khuyết Ủy ban Trung ương Đảng Cộng sản Trung Quốc khóa XX, hiện là Đồng sự, Phó Bí thư Đảng tổ, Tổng giám đốc Tập đoàn Khoa học Kỹ thuật Vũ trụ Trung Quốc.
Trương Trung Dương là đảng viên Đảng Cộng sản Trung Quốc, học vị Thạc sĩ Kỹ thuật vũ trụ. Ông có sự nghiệp tập trung cho nghiên cứu và lãnh đạo lĩnh vực hàng không vũ trụ của Trung Quốc.

## Xuất thân và giáo dục
Trương Trung Dương sinh vào tháng 10 năm 1970 tại huyện Lưu Dương, thuộc chuyên khu Tương Đàm, nay là thành phố cấp huyện của thủ phủ Trường Sa, tỉnh Hồ Nam, Cộng hòa Nhân dân Trung Hoa. Ông lớn lên và tốt nghiệp cao trung ở Lưu Dương, thi cao khảo vào năm 1988 và đỗ Đại học Công nghệ Quốc phòng Trung Quốc, nhập học hệ kỹ thuật hàng không vũ trụ ở Trường Sa từ tháng 9 cùng năm và tốt nghiệp cử nhân chuyên ngành này vào tháng 8 năm 1992. Sau khi tốt nghiệp, ông tham gia chương trình nghiên cứu thiết kế đạn tự hành ở bộ phận thứ 2 thuộc Viện nghiên cứu thứ 2, nhận bằng Thạc sĩ Kỹ thuật vào tháng 3 năm 1994. Trương Trung Dương được kết nạp Đảng Cộng sản Trung Quốc vào tháng 12 năm 1999.

## Sự nghiệp

### CASIC
Tháng 1 năm 1995, trong quá trình nghiên cứu, học tập tại Viện nghiên cứu thứ 2, Trương Trung Dương được Tổng công ty Hàng Thiên Trung Quốc nhận vào làm thiết kế sư, công tác ở Phòng 1, Bộ phận 2 của Viện nghiên cứu thứ 2 tức Viện nghiên cứu Kỹ thuật phòng ngự. Ông công tác liên tục 10 năm 1995–2005 ở đơn vị này, đến tháng 3 năm 2005, khi tổng công ty được cải tổ thành Tập đoàn Khoa học Công nghiệp Vũ trụ Trung Quốc (CASIC) thì ông chuyển sang công ty mới, nhậm chức Phó Chủ nhiệm Phòng 2. Đến tháng 4 năm 2008, ông là Trợ lý Chủ nhiệm Bộ phận 2 của Viện 2, và sau đó là Phó Chủ nhiệm rồi Chủ nhiệm của bộ phận này. Những năm 2010, ông liên tục công tác tập trung vào nghiên cứu khoa học kỹ thuật quân sự ở tập đoàn, là Phó Tổng nghiên cứu sư của Viện 2, Phó Bí thư Đảng ủy bộ phận thứ 2, rồi chuyển đơn vị làm Chủ nhiệm Trung tâm Mô phỏng chân thực Bắc Kinh. Ông cũng kiêm nhiệm các vị trí như Chủ nhiệm bộ phận thiết kế tổng thể kỹ thuật không gian, Chủ nhiệm Trung tâm Kỹ thuật bảo đảm tổng hợp thiết bị vũ khí, Chủ nhiệm bộ phận tổng thể công trình không gian. Sau một khoảng thời gian nghiên cứu và chỉ đạo nghiên cứu, ông được bổ nhiệm làm Phó Viện trưởng, rồi Phó Bí thư Đảng ủy, Viện trưởng Viện nghiên cứu thứ 2, Tổng nghiên cứu sư của CASIC. Đầu năm 2018, ông ứng cử và trúng cử là Ủy viên Ủy ban Toàn quốc Chính hiệp Trung Quốc khóa XIII nhiệm kỳ 2018–23.

### CASC
Tháng 9 năm 2018, Trương Trung Dương được điều tới Tập đoàn Khoa học Kỹ thuật Vũ trụ Trung Quốc (CASC) – một xí nghiệp nhà nước chuyên chế tạo tàu vũ trụ, gắn kết chặt chẽ với việc chế tạo tên lửa của CASIC, nhậm chức Phó Tổng giám đốc, Thành viên Đảng tổ của tập đoàn. Từ ngày 28 tháng 2 năm 2022, ông được giao nhiệm vụ làm Đồng sự, Phó Bí thư Đảng tổ, Tổng giám đốc CASC. Cuối năm này, ông tham gia Đại hội Đảng Cộng sản Trung Quốc lần thứ XX từ đoàn đại biểu xí nghiệp trung ương. Trong quá trình bầu cử tại đại hội, ông được bầu là Ủy viên dự khuyết Ủy ban Trung ương Đảng Cộng sản Trung Quốc khóa XX.